# De la Motte

de la Motte är en urgammal fransk adelsätt som introducerades på svenska riddarhuset 1642 med numret 280. Ätten immatrikulerades på Finlands riddarhus 1818 under numret 23.
Ätten härstammar från den franska adelsmannen Samson de la Motte som var i svensk tjänst som major under belägringen av Wollmar slott 1601. Samson de la Motte erhöll förläningen av Lahis säteri i Sääksmäki socken 1600, vilket var ett av Hogenskild Bielkes förbrutna gods till staten. Han befordrades till ryttmästare 1603 och erhöll 1613 herrgårdarna Lahis och Kandola i Sääksmäki, samt befordrades till generalmajor. Han dog omkring 1620.
Samsons son Carl de la Motte var ryttmästare vid Viborgs läns kavalleriregemente 1643. Han blev naturaliserad svensk adelsman 1642 och fick å ättens vägnar bli introducerad på svenska riddarhuset samma år under nummer 280. Han blev major 1647. Carl de la Motte fick en son som förde ätten vidare på svärdssidan, Carl de la Motte. Denna senare Carl (son av Carl de la Motte) bevistade riksdagen 1660. Han var kaptenlöjtnant vid Åbo läns kavalleriregemente 1675 och ryttmästare vid överste von Budbergs karelska kavalleriregemente. Carl de la Motte var gift med Catharina Munck af Fulkila, dotter till presidenten i Åbo hovrätt Johan Munck nr 130 och Elisabeth Bure nr 126.
Större delen av ätten var verksam inom militären samt bosatt i Finland. När Finland skildes från Sverige, immatrikulerades ätten 1818 på Finlands riddarhus på nummer 23. Ätten kom därför att bli utgången i Sverige. I Finland utgick ätten på svärdssidan år 1886 och 1936 (efter) på spinnsidan.
Ordet motte kommer från franskan, vars innebörd är "jordhög", vilket syftar på ordet motteborg som fungerar som en försvarsanläggning på konstgjord kulle.

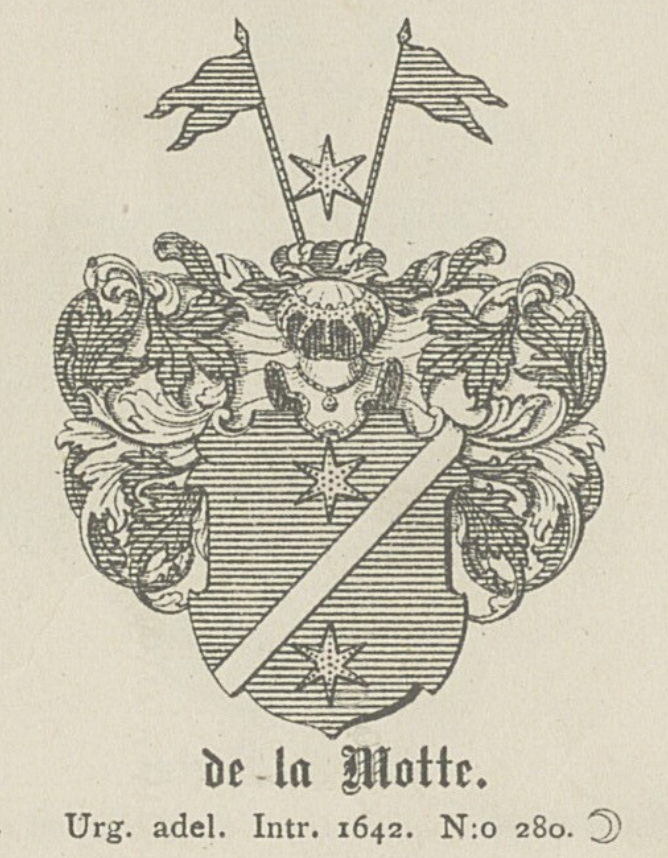
Ättens adelsvapen illustrerad i Sveriges ridderskaps och adels vapenbok från 1890 av Carl Arvid Klingspor.

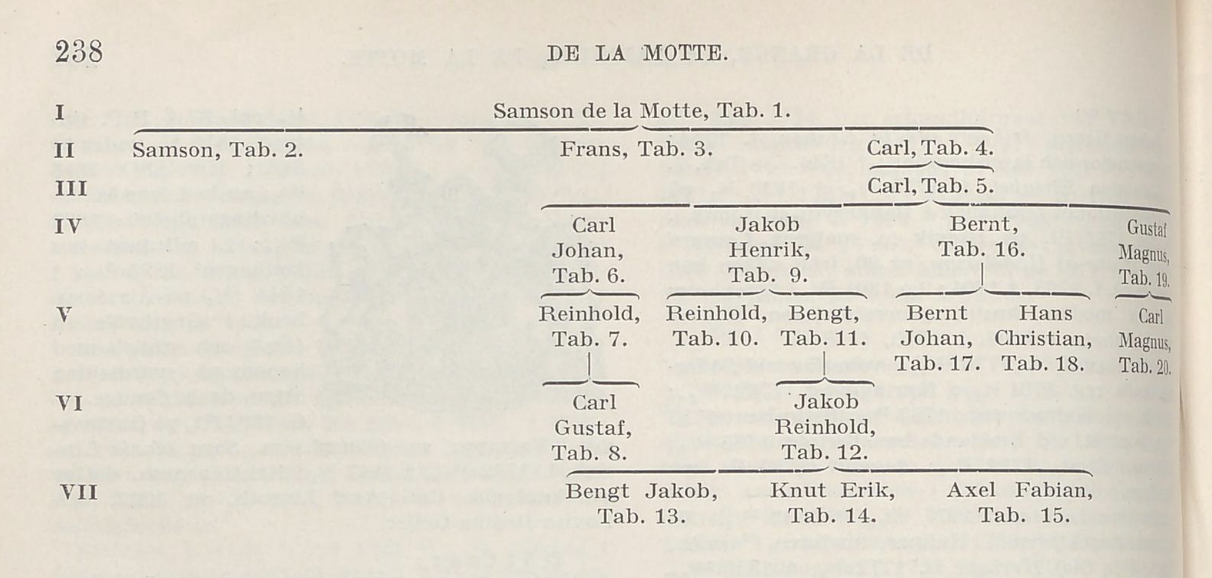
de la Motte – ättartavla

## de la Motte i Frankrike

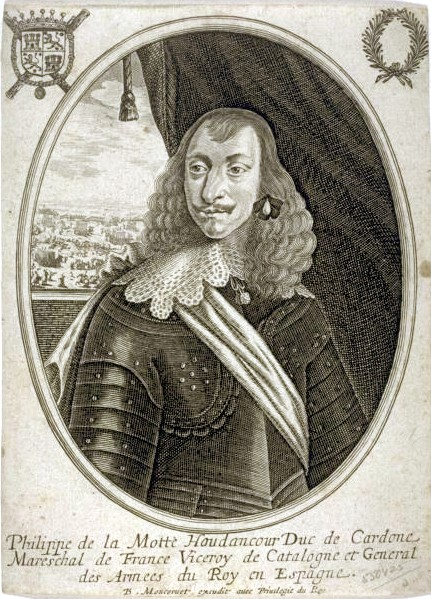
Philippe de la Motte Houdancour, hertig av Cardona, marskalk av Frankrike. Gravyr från 1600-talet.

I Frankrike återfinns flerfaldiga adelssläkter med namnet de la Motte, varav flera med dokumenterad högadlig status. De förekommer i olika delar av landet – särskilt i Normandie, Bretagne, Picardie, Île-de-France och Nivernais – och har under seklerna haft framträdande roller inom militären, hovet och kyrkan. Dessa släkter är inte nödvändigtvis besläktade, även om de bär samma namn.

### Exempel på högaristokrater med namnet de la Motte
- Philippe de la Motte Houdancour/Mothe-Houdancourt (1605–1657), hertig av Cardona, marskalk av Frankrike, general över kungens arméer i Spanien och vicekung av Katalonien. Han tillhörde grenen de la Mothe-Houdancourt, som även uppvisar flera guvernörer, generaler och hovfunktionärer.[8][9]

- Charles de la Mothe-Houdancourt (1643–1728), markis, generallöjtnant, guvernör och Grand d’Espagne, son till marskalk Philippe de la Mothe Houdancourt.[10][11]

- Toussaint-Guillaume Picquet de la Motte (1720–1791), greve och amiral i den franska flottan. Han var en av de mest framstående sjömilitärerna under Ludvig XV:s och Ludvig XVI:s regeringstid.[12][13]

- Roger de la Motte, vikomt av Neufchâtel. Han nämns i rättegångshandlingar vid Échiquier de Normandie på 1400-talet som "Vicomte de Neufchâtel" och Seigneur de Sainte-Geneviève.[14]

- René de la Motte, baron av Saint-Séverin. Han namnges i ett dokument från 7 september 1566 som baron och Seigneur de la Motte-Fouqué, och tillhörde en gren av ätten som senare återfinns i Normandie och Bretagne.[15]

### Betydelsefulla adelsmän och militära befattningshavare
- Henri-Charles de la Motte, överste över kungliga artilleriet och ingenjörstrupperna (Corps Royal d’Artillerie et du Génie) år 1755, riddare av Sankt Ludvigsorden. Han var även Seigneur de la Motte och tillhörde grenen de la Motte-Guistel.[16]

- Charles de la Motte-Guistel, riddare och herre till Ville, Villers-la-Fosse och Cuissy. Han tjänstgjorde som major vid kavalleriregementet de Cœuvres, utnämndes den 19 mars 1644 till adjutant (aide-de-camp) vid kungens arméer och befordrades den 6 februari 1652 till kapten i kavalleriet. År 1651 gifte han sig med Madeleine de Crécy, änka efter Josias de Gorgias. Deras son Charles stupade som musketör nära Maastricht 1673 och begravdes i Visé, nära Liège.[17]

- Claude de la Motte († 1595), hovman i drottning Katarina av Medicis tjänst, kapten och guvernör för slottet Monceaux i Brie.[18]

- Hector de la Motte, exempt vid kungens livgarde och maréchal des logis général för Île-de-France. Han var verksam som adlig officer under 1600-talet.[19]

### Tidiga riddare och militära insatser

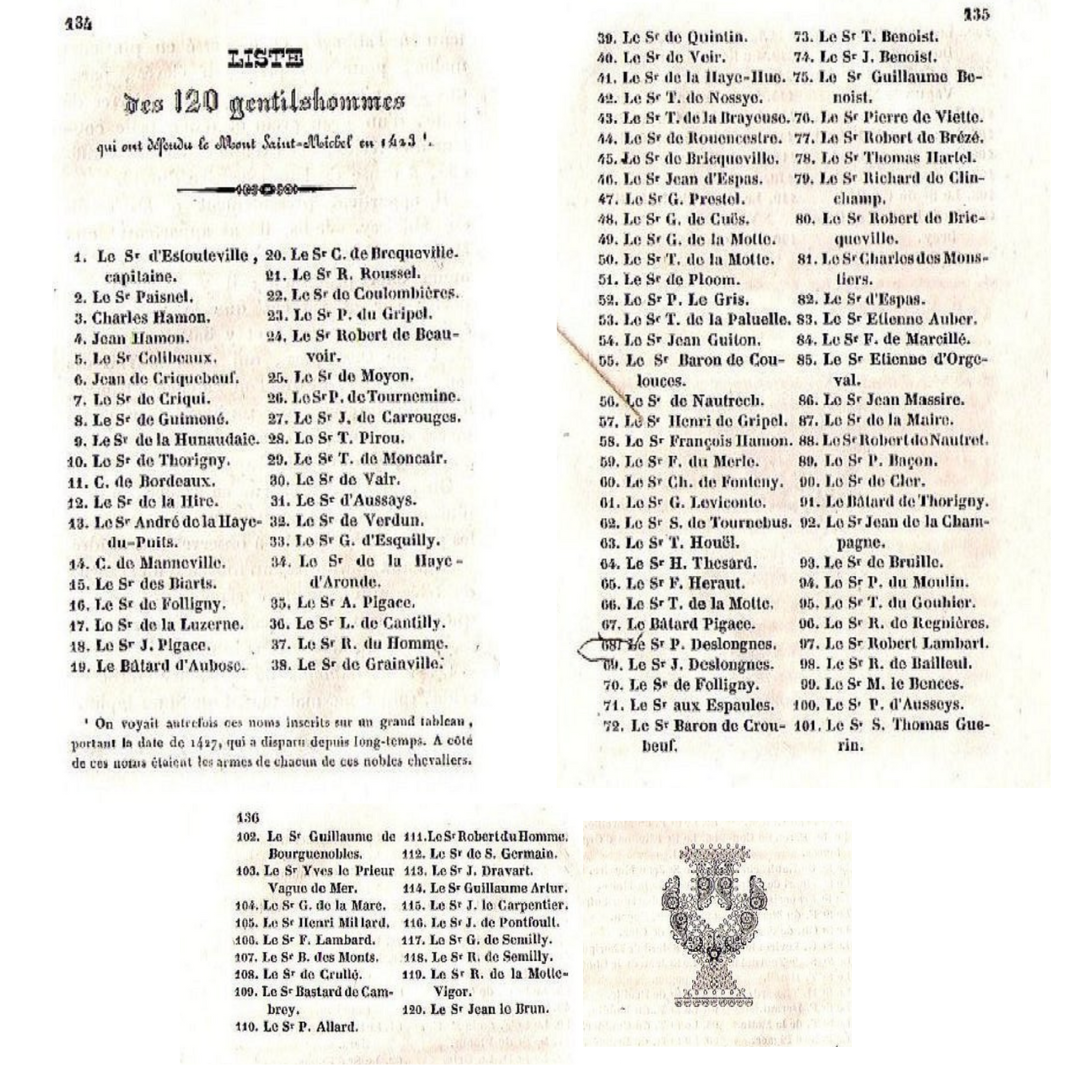
Lista över de 120 adelsmän som försvarade Mont Saint-Michel år 1423

- C. & T. de la Motte, två adelsmän som deltog i det legendariska försvaret av Mont-Saint-Michel mot engelsmännen år 1423, under Hundraårskriget. De var enligt Dictionnaire de la noblesse två av de 119 dokumenterade franska gentilshommes som ingick i denna heroiska försvarsinsats.[20]

En annan källa, Jacques-François Boudent-Godelinière, återger en fullständig lista med 120 namn. Följande personer med namnet de la Motte återfinns där:
- 49. Le Sr G. de la Motte
- 50. Le Sr T. de la Motte
- 66. Le Sr T. de la Motte
- 119. Le Sr R. de la Motte-Vigor

Andra adelsmän nämnda under 1300- och 1400-talen:
- Thibaut de la Motte, riddare (chevalier bachelier) noterad i en militär uppställning i Orléans år 1383.[22]

- Nicolas de la Motte, identifierad i militära listor från 1420.[23]

- Jean de la Motte, upptagen i en mönstringsrulla från 1421 sammanställd för greve av Aumale.[24]

### Framstående medlemmar ur övriga släktgrenar
- Daniel de la Mothe, abbot och senare biskop av Mende, kunglig hovpredikant och rådgivare till drottning Henriette-Marie av Frankrike.[25][26]

- Henri de la Mothe, ärkebiskop av Auch, biskop av Rennes, hovpredikant hos drottning Anna av Österrike och riddare av Andens orden (Ordre du Saint-Esprit).[27][28]

- François-Auguste le Clerc de la Motte, kapten och riddare av Sankt Ludvigsorden, tillhör grenen le Clerc de la Motte, som härstammar från Nivernais.[29]

### Adlig status och härkomst
Flera av de la Motte-släkterna som behandlas i verket Dictionnaire de la noblesse tillhör det som benämns noblesse ancienne – uradel med dokumenterad adlig status före 1500-talet. Bland dessa återfinns särskilt grenen de la Motte-Fouqué, som senare erhöll titeln baron av Saint-Séverin, samt le Clerc de la Motte från Nivernais och de la Mothe-Houdancourt, där flera medlemmar innehaft höga ämbeten under 1500- och 1600-talen.